# Colchicum parnassicum
Colchicum parnassicum är en tidlöseväxtart som beskrevs av Sart., Orph. och Theodor Heinrich von Heldreich. Colchicum parnassicum ingår i släktet tidlösor, och familjen tidlöseväxter. Inga underarter finns listade i Catalogue of Life.